# Francisco María de la Iglesia
Francisco María de la Iglesia González, nacido en Santiago de Compostela el 2 de febrero de 1827 y fallecido en La La Coruña el 5 de abril de 1897, fue un regionalista, maestro, periodista, poeta y dramaturgo español. Fue padre de Alfredo de la Iglesia.

## Trayectoria
Francisco María de la Iglesia cursó en su ciudad natal los estudios de Magisterio, trasladándose a La Coruña para ejercer de maestro municipal. En esa ciudad entrará en contacto con Emilia Pardo-Bazán y regionalistas como Eugenio Carré Aldao o los hermanos Gil-Taboada, con los que colaborará en diversos proyectos.

## Obra
En La Coruña ejercerá su labor editorial y literaria. En 1856 fundó y dirigió El Diario de Galicia, colaboró en El Defensor de Galicia y El Fomento de Galicia. Desde 1868 dirigió el Diario de La Coruña y en 1863 la revista Galicia. Revista Universal de este Reino, que publicaría hasta 1865 junto con su hermano Antonio, con la colaboración frecuente de un tercer hermano, Benigno, también poeta. También colaboró en El Anunciador.
Publicó varios poemas en el Mosaico poético de nuestros vates gallegos contemporáneos, editado por su hermano Antonio y que pasó a formar parte del Álbum de la Caridad (1862), publicado tras celebrarse los Juegos Florales de la Coruña en 1861.
Como escritor dramático es el padre del teatro gallego no popular, al estrenar su pieza A fonte do xuramento el 13 de agosto de 1882 en el Liceo Brigantino de La Coruña, y en el Teatro Principal el 22 de octubre. De hecho, fue Francisco María de la Iglesia el primer autor que vio la necesidad de crear un teatro gallego. 

## Obra en lengua gallega

### Poesía
- Cantigas de Espera de SS. MM. e AA. no Porto da Cruña (1858).
- A Súa Maxestade, a Reina Nosa Siñora Sabela II, que Dios a Garde, para Ben dos Orfiños da Arquiña (1858).
- O Vello do Pico-Sagro (1860).
- ¡Foge Miña Rula Foge! (1862).
- ¡Viva Galicia! (1887).
- O meu Amigo e Boo Ptricio Gallego Excmo. D. Vicente Calderón, Conde San Joan (1887).
- Do Mar e da Terra (publicado póstumamente en 1930).

### Teatro
- A fonte do xuramento (1882).
- Os Ártabros. Escena Orfeónica (1889).
- Gallegos. ¡A Nosa Terra! (1897).
- O Último Brides. Zarzuela nun Acto (inédita).

## Obra en castellano

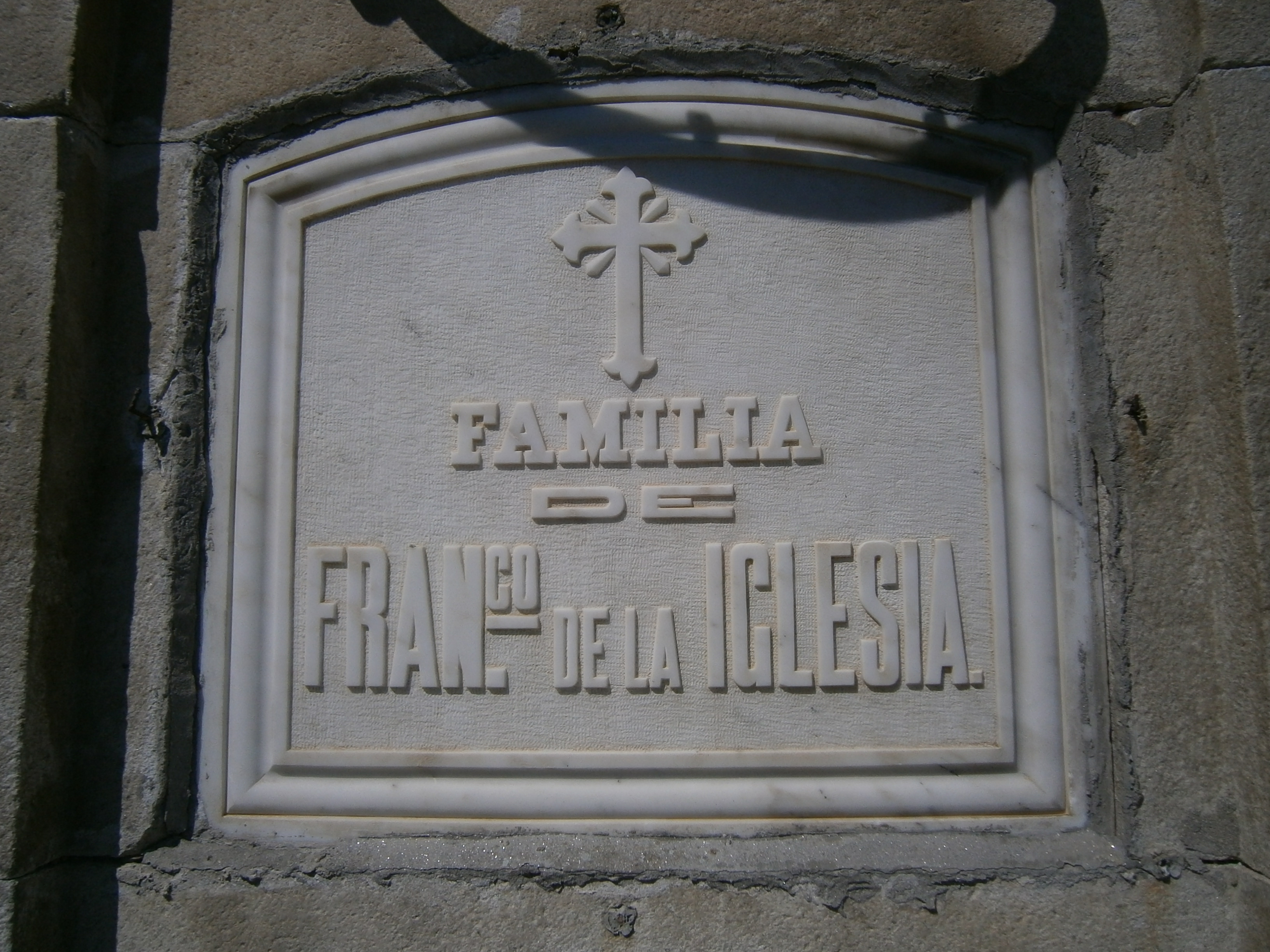
Tumba de Francisco de lana Iglesia en el Cementerio de San Amaro.

- A la Juventud Española. Canción Guerrera (sin fechar).
- Canción Epigramática para el Entierro de la Sardina, Dedicada al Recreo Artístico e Instructivo de Artesanos de La Coruña (1858).
- A los Niños del Hospicio Provincial, con motivo de la Venida de SS. MM. y AA. (1858).
- A S.M. la Reina Dª Isabel II al Pisar el Suelo de la I. y M.L.C. de La Coruña (1858).
- Al Ilustre Pueblo Coruñés (1860).
- Brille la Ciencia (1873).
- Loor y Gratitud a los Protectores de la Popular Instrucción (1873).
- Himno, en la Inauguración de la Exposición Local de La Coruña, Al Trabajo (1878)
- Himno al Apóstol Santiago (1885).

### Ensayo
- Máximas Morales y Religiosas.